# Panamerikanische Spiele 2023/Reiten
Bei den Panamerikanischen Spielen 2023 in der chilenischen Hauptstadt Santiago de Chile wurden vom 22. Oktober bis 3. November 2023 insgesamt sechs Wettbewerbe im Reiten ausgetragen. Austragungsort war die Escuela de equitación regimiento granaderos.

## Bilanz

### Medaillenspiegel
| Platz  | Land               | Gold | Silber | Bronze | Gesamt |
| ------ | ------------------ | ---- | ------ | ------ | ------ |
| 1      | Vereinigte Staaten | 3    | 2      | 2      | 7      |
| 2      | Brasilien          | 1    | 3      | 2      | 6      |
| 3      | Kanada             | 1    | 1      | 2      | 4      |
| 4      | Ecuador            | 1    | —      | —      | 1      |
| Gesamt | Gesamt             | 6    | 6      | 6      | 18     |

### Medaillengewinner
| Disziplin             | Gold                                                                       | Silber                                                                                                 | Bronze                                                                                    | Bronze |
| --------------------- | -------------------------------------------------------------------------- | --- | ----------------------------------------------------------------------------------------- | ------ |
| Dressurreiten         |                                                                            | |                                                                                           |        |
| Einzel                | Julio Mendoza Loor                                                         | João Victor Marcari Oliva                                                                              | Anna Marek                                                                                |        |
| Mannschaft            | Vereinigte StaatenCodi Harrison Anna Marek Christian Simonson Sarah Tubman | BrasilienManuel Tavares de Almeida João Victor Marcari Oliva Paulo César dos Santos Renderson Oliveira | KanadaBeatrice Boucher Camille Carier-Bergeron Naïma Moreira-Laliberté Mathilde Tétreault |        |
| Springreiten          |                                                                            | |                                                                                           |        |
| Einzel                | Stephan Barcha                                                             | Kent Farrington                                                                                        | McLain Ward                                                                               |        |
| Mannschaft            | Vereinigte StaatenMcLain Ward Laura Kraut Kent Farrington Karl Cook        | KanadaTiffany Foster Amy Millar Beth Underhill Mario Deslauriers                                       | BrasilienStephan Barcha Pedro Veniss Rodrigo Pessoa Marlon Zanotelli                      |        |
| Vielseitigkeitsreiten |                                                                            | |                                                                                           |        |
| Einzel                | Caroline Pamukcu                                                           | Márcio Jorge                                                                                           | Lindsay Traisnel                                                                          |        |
| Mannschaft            | KanadaLindsay Traisnel Karl Slezak Michael Winter Colleen Loach            | Vereinigte StaatenCaroline Pamukcu Liz Halliday Sydney Elliott Sharon White                            | BrasilienMárcio Jorge Rafael Losano Carlos Parro Ruy Fonseca                              |        |